# Teachta Dála
Un Teachta Dála (abrégé TD, au pluriel : Teachtaí Dála), est un membre du Dáil Éireann, la chambre basse du Oireachtas, le parlement de l'Irlande.
Le terme est utilisé pour la première fois pour désigner les députés irlandais élus aux élections générales de 1918 pour siéger à la Chambre des communes à Westminster, et qui se rassemblent plus tard à Dublin pour créer un parlement irlandais.
Les initiales TD sont placées après le nom du député élu (par exemple, pour l'ancien Taoiseach (chef du gouvernement) Brian Cowen, on se réfère à lui en tant que « Brian Cowen, TD »).